# Fritz Rau (Widerstandskämpfer)
Fritz Rau (* 12. Mai 1904 in Stuttgart; † 20. Dezember 1933 in Berlin) war ein kommunistischer Journalist und Widerstandskämpfer während der Zeit des Nationalsozialismus.

## Leben
Der aus einer Arbeiterfamilie stammende Rau erlernte zunächst das Buchdruckerhandwerk und trat schließlich dem Verband der Deutschen Buchdrucker bei. Dem folgte bald die Mitgliedschaft in der Kommunistischen Jugend Deutschlands (KJD).
Während einer Jugenddemonstration wurde er im Herbst 1923 festgenommen und infolgedessen zu einer einjährigen Haftstrafe verurteilt. Nachdem er anschließend eine Zeitlang als Redakteur bei der Süddeutschen Arbeiter-Zeitung tätig war, berief man ihn in das Zentralkomitee des Kommunistischen Jugendverbands Deutschlands (KJVD) nach Berlin, wo er Redakteur der vom KJVD herausgegebenen Zeitung Die Junge Garde wurde. Außerdem wirkte er als Lehrer an Schulen der Organisation. Bei internationalen Veranstaltungen der kommunistischen Jugendbewegung, trat er unter anderem in Paris, Saint-Etienne und im Jahre 1928 bei dem in den Niederlanden stattfindenden Treffen der Weltjugendliga als Redner auf. Im August 1928 war er Teilnehmer einer Delegation, die zum V. Weltkongress der Kommunistischen Jugendinternationale (KJI), einer Sektion der Komintern, fuhr. Er wurde in das Exekutivkomitee der Organisation gewählt und blieb deshalb anschließend etwa ein Jahr in Moskau. Nach dieser Zeit war er erneut als Redakteur bei der Süddeutschen Arbeiter-Zeitung in Stuttgart tätig und wirkte als Agitpropsekretär der KPD-Bezirksleitung, der auch für Kulturpolitik zuständig war; beispielsweise zog ihn Friedrich Wolf 1932 hinzu für die Erarbeitung des Agitpropstücks Wie stehen die Fronten. 1932 berief man ihn zum Chefredakteur des Bezirksorgans der KPD Klassenkampf in Halle. Außerdem gehörte er der KPD-Bezirksleitung Halle-Merseburg an.
Infolge der Machtübernahme durch die Nationalsozialisten in Deutschland wurde die KPD verboten. Rau ging in den Untergrund, wo er zunächst in Halle und später in Berlin illegal als Funktionär der Bezirksleitung der KPD wirkte. Aber schon im September 1933 fiel er der Gestapo in die Hände und wurde kurze Zeit später während eines Verhöres in seiner Gefängniszelle in Berlin-Moabit erschlagen.
Sein Grab befindet sich auf dem Friedhof in Stuttgart-Heslach.

## Trivia
Fritz Rau war mit Gertrud Mink verlobt, welche mit ihm zeitweise im Untergrund lebte und ihn nach seiner Verhaftung im Gefängnis besuchte. Kurz vor seiner Verhaftung versteckte sich Rau bei der Widerstandskämpferin Liselotte Herrmann, welche von ihm schwanger wurde. 1934 wurde ihr Sohn Walter Herrmann (1934–2013) geboren, der bei den Großeltern aufwuchs und seinen Vater nie kennenlernte. Erst 1991 im Alter von 57 Jahren, nach dem Tod von Fritz Raus Verlobter, die später unter dem Namen Gertrud Frühschütz Stadträtin in Stuttgart war, erfuhr Walter Herrmann durch einen zu jener Zeit im Archiv forschenden Historiker den Namen seines Vaters. Seine Mutter hatte den Namen kurz vor ihrer Hinrichtung nur ihrem Anwalt preisgegeben.